# Huben
 (septembre 2017).
Si vous disposez d'ouvrages ou d'articles de référence ou si vous connaissez des sites web de qualité traitant du thème abordé ici, merci de compléter l'article en donnant les références utiles à sa vérifiabilité et en les liant à la section « Notes et références ».
Huben est une commune autrichienne du district d'Imst dans le Tyrol, située au centre de la vallée de l'Ötztal (dite « vallée des millionnaires ») longue de 67 km. Au niveau de Huben, la montagne s'ouvre sur une étendue verdoyante, protégée et encadrée de hautes montagnes imposantes.

## Géographie
Huben fait partie de la ville de Längenfeld et compte 1 300 habitants. Elle constitue la seconde partie de la ville de Längenfeld.
Huben est situé au sud du hameau à 1 179 mètres d'altitude.
Avec environ 1 300 habitants, Huben est situé entre les grandes villes de Längenfeld et Sölden. Huben est idéalement positionné entre le domaine skiable de Sölden et la station thermale de l'Aqua Dome à Längenfeld.

## Tourisme
Les possibilités de randonnées pédestres, de VTT, de marche nordique, sont nombreuses dans la vallée et notamment autour de Huben.

### Tourisme de luxe
Huben est l'un des trois villages dit « de luxe », avec Längenfeld et Sölden, en raison des célébrités internationales qui y résident. 
Le village de Huben se positionne comme un lieu « haut de gamme » tout comme sa ville voisine toute proche Längenfeld ou encore Sölden, auxquelles on ajoute parfois la station d'Obergurgl en raison des personnalités internationales qui sont nombreuses à posséder une résidence à Huben.